# Judah ben Bathyra
Judah ben Bathyra o semplicemente  Judah Bathyra (anche Beseira, ebraico: יהודה בן בתירא) (Nisibis, I secolo) è un rabbino ebreo antico, rinomato saggio Tanna della prima generazione (40 - 80 e.v.).
Vissuto prima della distruzione del tempio di Gerusalemme, dato che si registra un suo fatto, quando impedì ad un pagano a Gerusalemme dal consumare l'offerta pasquale. Dopodiché ricevette il messaggio laudatorio: "Salute a te, Rabbi Judah ben Bathyra! Tu vivi a Nisibis, ma la tua rete si stende a Gerusalemme." Dato che Rabbi Judah non era presente alla Pesach di Gerusalemme, si deve concludere che fosse avanti negli anni, sebbene come cittadino straniero non fosse tenuto a ottemperare la legge che richiedeva di celebrare la Pasqua a Gerusalemme. A Nisibis in Mesopotamia Judah aveva un famoso collegio, che veniva espressamente raccomandato insieme ad altre scuole famose.

## Interazioni personali
- Rabbi Eleazer ben Shammua e Rabbi Yochanan HaSandlar iniziarono un viaggio a Nisibis per poter studiare con Judah ben Bathyra, ma tornarono indietro quando pensarono che stavano dando la preferenza ad una terra straniera contro quella di Israele.[5]
- Rabbi Judah ben Bathyra stesso fece un viaggio a Roma con alcuni colleghi. Tuttavia, appena sbarcati a  Puteoli ritornarono a casa piangendo.[6]
- Rabbi Judah una volta arrivò a Nisibis appena prima del digiuno del Tisha b'Av e, sebbene avesse già mangiato, fu costretto a partecipare ad un sontuoso banchetto a casa del capo della sinagoga.[7]

## Ambiguità dell'identità
Poiché si parla spesso di controversie tra lui e Rabbi Akiva, cronologicamente impossibili, si deve supporre l'esistenza di un secondo R. Judah b. Bathyra, probabilmente nipote del primo e quindi contemporaneo di Akiva. È possibile che sia esistito anche un terzo R. Judah b. Bathyra, contemporaneo di R. Josiah o di R. Judah I; anche lui sembra essere vissuto a Nisibis.
Dai casi citati nella Tosefta è evidente che R. Judah b. Bathyra (probabilmente il più antico con questo nome) non era al passo con la halakhah così come era stata formulata in Israele, e rappresentava piuttosto il punto di vista precedente. Questo R. Judah è probabilmente anche quello che ogni tanto viene citato semplicemente come "Ben Bathyra". In Mishnah, Pesachim 3:3, le edizioni riportano "R. Judah ben Bathyra", mentre lo Yerushalmi riporta solo "ben Bathyra". C'è un passaggio, tuttavia, in cui R. Judah b. Bathyra e b. Bathyra sono riportati come opinioni diverse; quindi Maimonide considera "ben Bathyra" come identico a R. Joshua ben Bathyra.